# Anđeo Franchi
Anđeo Franchi (Dubrovnik, oko 1674. – Župa dubrovačka, 22. rujna 1751.), poznat i kao Angellus Franchi, bio je dubrovački franjevac i nadbiskup. 
Bio je provincijal dubrovačke franjevačke provincije te je bio imenovan državnim teologom Dubrovačke Republike. Djelovao je kao posebni poslanik kod Karla VI. u Beču. Nakon imenovanja za dubrovačkog nadbiskupa 9. svibnja 1729. sazvao je biskupijsku sinodu.
Umro je 1751. godine.

### Članci
- Lupis, Vinicije. 2015. Sloboda utemeljenja crkvenih župa dubrovačke nadbiskupije te Stonske i Trebinjsko-mrkanske biskupije u XVIII. stoljeću. Crkva u svijetu. Sveučilište u Splitu - Katolički bogoslovni fakultet. Split. 50 (1): 82–99